# 興津弥五右衛門の遺書
『興津弥五右衛門の遺書』（おきつやごえもんのいしょ）は、森鷗外の短編小説。江戸時代の随筆「翁草」中の「細川家の香木」を素材とし、1912年の乃木希典の殉死直後に初稿が発表され、翌年改作された。鷗外が歴史小説を書く端緒となった作品と言われている。

## 経緯
1912年9月13日に行なわれた明治天皇の大喪の礼に出席した帰りに乃木大将の殉死の報を受ける。一般国民の多くは殉死を賛美する一方、報道機関や知識人の一部には否定的な論調があり、また乃木の遺書はなかなか公表されず、公表されたものは一部改竄されていた。そのような騒動の中、鷗外は同作の執筆に取り掛かり、9月18日に青山斎場で行なわれた乃木の葬儀の帰りに中央公論に原稿を渡した。翌10月に掲載されたが、史実に関する資料整理を行なったうえで、翌1913年（大正2年）春に改作した。
本作執筆後の半年の間に、同様の歴史小説『阿部一族』と『佐橋甚五郎』を執筆し、1913年6月に3作をまとめた歴史小説集『意地』を出版した。

## 内容
長い間死に処を求めていた弥五右衛門が先君の十三回忌にその後を追って自殺した際の遺書として書かれている。